# Бунтарь без причины
«Бунтарь без причины» (англ. Rebel Without a Cause) — американский художественный фильм в жанре подростковой драмы, поставленный режиссёром Николасом Рэем. В главной роли снялся Джеймс Дин, поп-икона американской молодёжи 1950-х годов. Работа в фильме стала самой известной в его непродолжительной карьере. Фильм принёс премию «Золотой глобус» 17-летней Натали Вуд и был удостоен трёх номинаций на премию «Оскар» и двух номинаций на премию BAFTA, включая категорию «Лучший иностранный актёр» для Джеймса Дина.
Режиссёр предлагал картину как социальный комментарий, так и альтернативу предыдущим фильмам, изображающим преступников в городских трущобах. Картина была новаторской попыткой изобразить моральный упадок американской молодёжи, выступая с критикой родительского стиля воспитания и исследуя различия и конфликты между поколениями. Название было заимствовано из книги психиатра Роберта М. Линднера «Бунтарь без причины: Гипноанализ криминального психопата» 1944 года, однако фильм никак не ссылается на неё. Картина вышла на экраны 27 октября 1955 года, почти через месяц после гибели Дина в автокатастрофе 30 сентября 1955 года. Фильм стал единственной прижизненной актёрской работой Дина, за которую он получил высокую оценку, и за годы приобрёл знаковый статус для его культурной иконы.
В 1990 году фильм был внесён в Национальный реестр фильмов, обладая «культурным, историческим или эстетическим значением».
По версии Американского института кино картина занимает 59-е место в списке 100 фильмов за 1998 год (выбыла в 2007-м), а Джеймс Дин — 18-е место в списке 100 величайших звёзд кино.

## Сюжет
Лос-Анджелес, штат Калифорния. Подростка Джима Старка арестовывают и доставляют в полицейский участок в отделение для несовершеннолетних за пьянство. На станции он встречает Джона «Платона» Кроуфорда, которого привезли в его день рождения за убийство помёта щенков из пистолета, и Джудит, доставленную за нарушение комендантского часа. Каждый из троих по отдельности раскрывает офицерам свои самые сокровенные разочарования; все трое страдают от проблем дома.
16-летняя Джуди, которая не может найти своего места в жизни, убеждена, что её отец игнорирует её, потому что она больше не маленькая девочка, поэтому она одевается в яркую одежду, чтобы привлечь его внимание, из-за чего тот только называет её «грязной шлюхой».
Отец Платона бросил семью, когда он был совсем маленьким, а его мать часто бывает вдали от дома у сестры в Чикаго, оставляя Платона на попечение чернокожей экономки.
Джим живёт словно в западне: в душе у него нет спокойствия, он не находит общего языка с родителями, хотя и пытается вписаться в образ тихого юноши из приличной семьи, чувствует себя преданным из-за своих постоянно ссорящихся отца Фрэнка и матери Кэрол, но ещё больше из-за робости отца и его неспособности противостоять жене и матери; проблемы ещё больше усложняются вмешательством бабушки, матери Фрэнка. Его разочарование становится очевидным для допрашивающего юношу офицера Рэя Фремика, говорящему тому выместить злобу на столе, что Джим с радостью делает со слезами на глазах. Как и остальных, его отпускают.
По пути в свой первый день в школе Досон Джим снова встречает Джуди и предлагает ей прокатиться. Юноша предлагает подвезти её, но она отказывается, называет Джима «слабаком», и вместо этого её забирают её «друзья», банда гризеров во главе с Баззом Гандерсоном. Остальная часть учеников сторонится Джима, с ним дружит только Платон, для которого юноша невольно играет роль отца. Искренний, но слабый невротик, он при всём желании ничем не может помочь Джиму, наоборот, он сам нуждается в его покровительстве.
После экскурсии в Обсерваторию Гриффита Базз провоцирует Джима, протыкая ножом переднее колесо его машины, и вызывает юношу на бой. Загнанный в угол Джим побеждает Базза в схватке на ножах, поэтому, чтобы сохранить свой статус лидера банды, хулиган предлагает угнать несколько машин, чтобы устроить «куриные бега» на прибрежной скале в 20:00. Игра заключается в том, что водители едут навстречу друг другу и проигрывает (объявляется «курицей») тот, кто первым сворачивает в сторону. Драку замечает обсерваторный гид, но ребята не воспринимают того всерьёз и смеются над ним.
Дома Джим принимает отца в переднике за мать. Тот приготовил плохо чувствующей себя супруге обед и уронил поднос, Джим раздражается, видя жалко ползающего перед ним родителя. Джуди, рассерженная на не обращающего на неё внимания отца, уходит из дома. Джим двусмысленно спрашивает у Фрэнка совета, как защитить свою честь в опасной ситуации, но тот советует ему избегать конфронтации любого рода. Услышав это, юноша сбегает.
Вечером на скале Джим и Базз наконец знакомятся. Платон предлагает Джуди узнать его искреннего Джима, который за день стал его лучшим другом, поближе, и надеется, что тот когда-нибудь научит его охотиться. Джим и Базз мажут руки щепоткой земли и стартуют по сигналу Джуди. Гандерсон разбивается насмерть, зацепившись ремешком на рукаве куртки за дверную ручку, что не позволило ему вовремя выскочить из машины. Когда приближается полиция, банда сбегает, бросив Джуди, та уезжает с Джимом и Платоном.
Джим признаётся родителям, что он причастен к аварии, и думает явиться с повинной. Когда Кэрол заявляет, что они снова переезжают, Джим протестует и просит отца заступиться за него, но когда тот отказывается, Джим нападает на него в отчаянии, а затем уходит в полицейский участок, где встречается на входе с тремя членами банды Базза — Кранчем, Мусом и Гуном. Дежурный сержант сообщает, что офицера Фремика нет на месте. Джим звонит Джуди, но её отец почти сразу кладёт трубку. Юноша едет домой и находит ждущую его девушку, сидящую в халате. По радио транслируют песню, заказанную Джиму от Базза. Она извиняется за то, что ранее плохо обращалась с ним из-за давления сверстников, и они влюбляются друг в друга. Согласившись с тем, что они никогда не вернутся в свои дома, Джим предлагает им посетить старый заброшенный особняк, о котором ему рассказывал Платон.
Тем временем Платона у дома перехватывают Кранч, Мус и Гун, убеждённые, что Джим сдал их полиции. Они крадут записную книжку юноши и уходят за Джимом; Платон мнёт чек из банка, выписанный его матерью, достаёт из-под подушки пистолет своей матери и уходит предупредить друга, несмотря на увещевания экономки. Мистер Старк обнаруживает у входа подвешенную за ногу белую курицу, и на вопрос хулиганов о том, где находится его сын, тщетно ищет его с женой по дому. После них супругов посещает Платон, догадывающийся, где может быть Джим, но не сообщающий об этом. Трое подростков, воссоединившись, фантазируют — Джим и Джуди представляют себя молодожёнами, а Платон — агентом по продаже особняка. Затем Платон засыпает, а Джим и Джуди отправляются исследовать особняк, где признаются друг другу в любви и целуются. Банда Базза находит и будит Платона, испуганный юноша сначала отмахивается от них шлангом в бассейне, а затем стреляет и ранит Кранча. Выстрел слышат патрульные, ранее обнаружившие машину Джима. Когда тот возвращается, он пытается удержать чуть не застрелившего его Платона, впавшего в истерику, но тот убегает, обвиняя друга в том, что тот бросил его.
Платон скрывается в обсерватории и закрывается изнутри, к зданию съезжается всё больше полицейских, включая Фремика, который вместе с Фрэнком и Кэрол искали Джима. Офицер обращается к Платону по громкоговорителю, после чего даёт Джиму и Джуди проскочить внутрь. Юноша убеждает друга обменять пистолет на его красную куртку; Джим незаметно достаёт обойму, прежде чем вернуть оружие, а затем убеждает Платона выйти на улицу. Джим просит погасить фары, Платон, видя полицию, вновь впадает в истерику, один из сотрудников правопорядка, заметив пистолет, убивает вырвавшегося из объятий Джуди юношу. Фрэнк утешает скорбящего сына, обещая быть сильным отцом. Экономка плачет над телом воспитанника, Джим застёгивает молнию на куртке, после чего, примирившись с родителями, знакомит их с Джуди.

## В ролях
| Актёр             | Роль                                  |
| ----------------- | ------------------------------------- |
| Джеймс Дин        | Джим Старк                            |
| Натали Вуд        | Джуди                                 |
| Сэл Минео         | Джон «Платон» Кроуфорд, друг Джима    |
| Джим Бакус        | Фрэнк Старк, отец Джима               |
| Энн Доран         | Кэрол Старк, мать Джима               |
| Кори Аллен        | Базз Гандерсон, главарь банды         |
| Уильям Хоппер     | отец Джуди                            |
| Рошелль Хадсон    | мать Джуди                            |
| Эдвард Платт      | Рэй Фремик, офицер полиции            |
| Ник Адамс         | Мус, член банды Базза                 |
| Деннис Хоппер     | Гун, член банды Базза                 |
| Джек Гриннедж     | Чик, член банды Базза                 |
| Беверли Лонг      | Хелен, член банды Базза               |
| Фрэнк Маззола     | Кранч, член банды Базза               |
| Вирджиния Бриссак | бабуля Старк, мать Фрэнка             |
| Стеффи Сидни      | Мил, член банды Базза                 |
| Джек Симмонс      | Куки, член банды Базза                |
| Джон Риетти       | Большой Риг, член банды Базза         |
| Дик Уэссел        | гид в планетарии (в титрах не указан) |

## История создания
Название фильма заимствовано из научной работы доктора Роберта М. Линднера, посвящённой проблемам гипноанализа малолетних преступников («Rebel Without A Cause: The Hypnoanalysis of a Criminal Psychopath», 1944). Кинокомпания взяла эту работу за основу фильма главным образом из-за названия, хотя на студии никто не знал, что делать с самим материалом. Линднеру пришлось написать небольшой рассказ о банде юных преступников; позже права на экранизацию этого рассказа выкупили, повествование было расширено, в итоге получился полноценный сценарий.
Ленту собирались делать чёрно-белой и уже отсняли несколько сцен, когда Warner Bros. решила ради престижа сделать цветной фильм в системе CinemaScope. На это студию подтолкнули огромные кассовые сборы предыдущего фильма с Джеймсом Дином — «К востоку от рая» (1955) Элиа Казана. Рэй особенно был счастлив снимать фильм в цвете, так как у него наготове было несколько ярких символов. Практически каждый цвет (начиная от красной куртки Джима и заканчивая его синими джинсами) имел свою символику. Рэй провёл несколько ночей в компании молодёжных банд Лос-Анджелеса, чтобы почувствовать атмосферу событий будущего фильма.
На главную роль хотели пригласить Марлона Брандо, однако от этой идеи пришлось отказаться — за два года до «Бунтаря» Брандо сыграл похожую роль в фильме «Дикарь» (1953). Джеймс Дин смог сняться в «Бунтаре», так как съёмки фильма «Гигант» были остановлены из-за беременности Элизабет Тейлор. Вначале он репетировал в доме Рэя, и режиссёр намеренно имитировал декорации гостиной в доме супругов Старк под собственную гостиную, чтобы Дину было удобней играть. Именно на съёмках «Бунтаря» Дин пристрастился к быстрой езде: одна из наиболее известных и жестоких сцен фильма была посвящена гонкам у края пропасти, в которых ради самоутверждения участвовал Джим Старк. На протяжении почти всего фильма Дин одет в белую футболку, которая с момента её изобретения была исключительно нижним бельём. До Дина в футболках на экране появлялись Марлон Брандо и Джон Уэйн, но именно этот фильм продвинул майку в массы и сделал полноправной верхней одеждой: сразу после выхода фильма продажи футболок сначала в США, а потом и во всём мире сильно возросли.

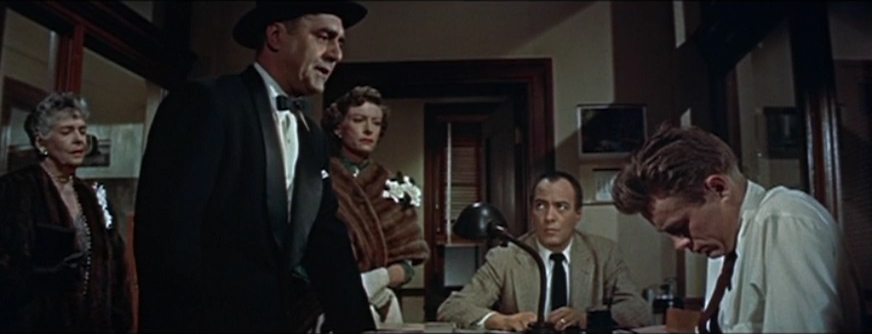
Одна из открывающих сцен фильма в полицейском участке

На роль Джуди пробовалась Джейн Мэнсфилд. Рэй не очень хотел давать эту роль Натали Вуд, потому что считал её слишком наивной и неопытной. Вуд в кратчайшие сроки научилась курить и изменила свои взгляды на жизнь, доказав, что способна быть зрелой и взрослой.
В первом варианте фильма в самом начале бандит избивает отца, который роняет на землю игрушку. Продюсеры сочли сцену слишком жестокой и вырезали её, но игрушка не исчезла — Джим играет с ней в самой первой сцене. Также цензура вырезала несколько сцен с Дином и Минео, в которых содержались прозрачные намёки на близкие отношения их героев. В альтернативной концовке Платон выпадает из башни планетария.
Бассейн дома, в котором играются Джим, Джуди и Платон, ранее был задействован в качестве ключевой съёмочной локации для нуаровой драмы «Бульвар Сансет» (1950) — по сюжету, именно в нём забытая кинозвезда убивает главного героя.
Бюджет фильма составил 1,5 млн долларов. Съёмки продолжались с 28 марта до 25 мая 1955 года. Премьера состоялась 27 октября 1955 года. В Великобритании фильм был запрещён к показу до 1968 года. По результатам опроса, проведённого британской сетью мультиплексов UCI Cinemas, фильм был признан самым стильным за всю историю кино.
Трагедия фильма имела продолжение и вне экрана, так как все три исполнителя главных ролей умерли не своей смертью. Минео был убит в Западном Голливуде 12 февраля 1976 года в возрасте 37 лет. Вуд утонула при загадочных обстоятельствах, катаясь на яхте со своим мужем Робертом Вагнером и Кристофером Уокеном, 29 ноября 1981 года в возрасте 43 лет. Дин разбился на гоночном автомобиле на шоссе в Калифорнии 30 сентября 1955 года в возрасте 24 лет, при этом тяжело ранены были ещё два человека; за два часа до смерти Дина оштрафовали за езду со скоростью 75 миль в час при ограничении в 40. Ник Адамс также трагично закончил свою жизнь — он умер от передозировки наркотиков 7 февраля 1968 года в возрасте 36 лет, хотя многие считают, что это было преднамеренное убийство.

## Музыка

### Саундтрек
Саундтрек к фильму выходил в нескольких форматах. В основном, как сборники музыки из фильмов Джеймса Дина. На втором диске (кассете) двухдискового издания саундтреков Rebel. Music from the films of James Dean, выпущенного в Германии в 1993 году, представлен наиболее полный саундтрек из композиций Леонарда Розенмана.
1. Rebel Without A Cause. Main Title (Extended Version) (02:32)
2. Police Station (01:25)
3. The Planetarium (03:22)
4. The Gang (04:00)
5. Knife Fight (04:22)
6. Jim & Judy & Plato (01:20)
7. The Cliff (02:00)
8. The Chicken Run / Aftermath (06:37)
9. The Old House (04:00)
10. Love Scene (02:00)
11. The Hunt (08:43)
12. Plato’s Death & Finale (05:16)

Время звучания: 01:36:18

## Награды и номинации
- 1956 — 3 номинации на премию «Оскар»: лучшая мужская роль второго плана (Сэл Минео), лучшая женская роль второго плана (Натали Вуд), лучший литературный первоисточник (Николас Рэй).
- 1957 — премия «Золотой глобус» за лучший дебют актрисы (Натали Вуд (совместно с Кэрролл Бейкер («Куколка») и Джейн Мэнсфилд («Эта девушка не может иначе»))
- 1957 — 2 номинации на премию «BAFTA»: лучший фильм, лучший иностранный актёр (Джеймс Дин, посмертно)